# ألبرت فريدريك إغن
ألبرت فريدريك إغن هو عالم زراعة وفلاح وسياسي نرويجي، ولد في 29 سبتمبر 1878 في Frol Municipality ‏ في النرويج، وتوفي في 6 أبريل 1966 في Stod (Plzeň-South District) ‏ في التشيك. نشط حزبياً في الحزب الليبرالي. وقد انتخب نائب عضو برلمان النرويج ‏ عن دائرة Nord-Trøndelag (Storting constituency) ‏ وقد انضم خلال فترته النيابية ‏ (1925 – 1927) للكتلة البرلمانية الحزب الليبرالي وانتخب نائب عضو برلمان النرويج ‏ عن دائرة  وقد انضم خلال فترته النيابية ‏ (1919 – 1921) للكتلة البرلمانية الحزب الليبرالي.